# Senatobia
Senatobia is een plaats (city) in de Amerikaanse staat Mississippi, en valt bestuurlijk gezien onder Tate County.

## Demografie
Bij de volkstelling in 2000 werd het aantal inwoners vastgesteld op 6682.
In 2006 is het aantal inwoners door het United States Census Bureau geschat op 6878, een stijging van 196 (2.9%).

## Geografie
Volgens het United States Census Bureau beslaat de plaats een oppervlakte van
27,9 km², waarvan 27,8 km² land en 0,1 km² water. Senatobia ligt op ongeveer 105 m boven zeeniveau.

## Plaatsen in de nabije omgeving
De onderstaande figuur toont nabijgelegen plaatsen in een straal van 24 km rond Senatobia.